# Gola Glava
Gola Glava (cyr. Гола Глава) – wieś w Serbii, w okręgu kolubarskim, w mieście Valjevo. W 2011 roku liczyła 564 mieszkańców.